# Миль, Александр Абрамович
Алекса́ндр (Иша́й) Абра́мович Миль (род. 16 декабря 1934, Иркутск) — советский, российский, израильский журналист, редактор, писатель, издатель. Автор сотен статей и очерков в центральных газетах и журналов СССР, России и Израиля и пяти книг, в том числе по филателии. С 2006 года проживает в городе Хайфа (Израиль).

## Основные биографические данные
- 1934, 16 декабря — родился в Иркутске.
- 1946—1952 — учился в средней школе Магнитогорска.
- 1953—1956 — служба в Советской Армии.
- 1956—1960 — работал киномехаником в кинотеатре «Магнит».
- 1960—1965 — литературный сотрудник газеты «Магнитострой».
- 1963—1967 — участие в литературных объединениях города.
- 1965, январь — принят в Союз журналистов СССР.
- 1966—1967 — редактор Магнитогорской студии телевидения.
- 1968 — поступил в Московский полиграфический институт по рекомендации поэта Бориса Ручьёва на факультет редактирования.
- 1973 — окончание института по специальности редактор массово-политических изданий, литературный сотрудник газеты «За отличный рейс».

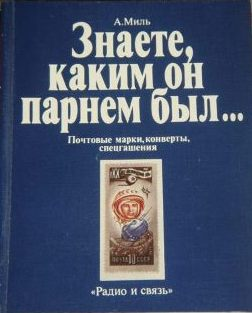
Книга А. Миля «Знаете, каким он парнем был… Почтовые марки, конверты, спецгашения» (1984)

- 1973—2006 — сотрудничество во многих газетах и журналах Москвы.
- 1985—1987 — заведующий редакционным отделом Министерства лесной и деревообрабатывающей промышленности.
- 1987—1991 — заместитель отдела печати и пропаганды советской музыки Союза композиторов СССР.
- 1991—1995 — генеральный директор издательской фирмы «Контракт».
- 2004—2005 — корреспондент газеты «Единая Россия».
- 2006, февраль — переезд в Израиль на постоянное место жительство.
- 2006 — главный редактор газет «Эра Мошиаха» и «Голос Адара» (Хайфа).

## Вклад в филателию
В 1975—1985 годах Александр Миль был заместителем заведующего отделом печати и пропаганды Всесоюзного общества филателистов (ВОФ). С 1975 по 1979 год принимал участие в подготовке ежегодного «Календаря филателиста» в качестве редактора и составителя.
Является автором статьи о ВОФ в третьем издании Большой советской энциклопедии и других публикаций на почтовую и филателистическую темы, включая книгу «Знаете, каким он парнем был… Почтовые марки, конверты, спецгашения» (1984).

## Избранные труды
- Миль А. Посвящается коллекционированию // Советский коллекционер. — 1977. — № 15. — С. 164.
- Миль А. Кто стучится в дверь ко мне? : очерк по истории Отечественной почты [печатный текст] / Миль, Александр Абрамович, Автор (Author); Носова, М. Н., Редактор (Editor); Оффенгенден, Иосиф Моисеевич, Художник (Artist). — Москва : Связь, 1978. — 79, [1] с.: ил.; 16 см. — (Библиотека юного филателиста) .- Библиография в подстрочных примечаниях.- Библиография: с. 79.- 42 000 экземпляров.- 25 к.[1]
- Знаете, каким он парнем был… Почтовые марки, конверты, спецгашения. — М.: Радио и связь, 1984. — 128 с. (Книга о филателистической гагариниане. Вступительная статья Г. Титова.)
- Миль А. А. Один за всех и все за одного: Соревнуются волгоградские связисты. — М.: Радио и связь, 1985. — 48 с.
- Филателистов общество Всесоюзное / А. А. Миль // Ульяновск — Франкфорт. — М. : Советская энциклопедия, 1977. — (Большая советская энциклопедия : [в 30 т.] / гл. ред.  А. М. Прохоров ; 1969—1978, т. 27).
Автор книги «Ируша» (Наследие) Хайфа, 2017 г. «Тайна Марии Романовой» Хайфа, 2018 г.